# NÖ-Burgen online
Die Webseite NÖ-Burgen online ist die Online-Version der Niederösterreichischen Burgendatenbank, eines seit 1999 laufenden Inventarisations-Projekts zur Erfassung der Burgen und Ansitze auf dem Gebiet des heutigen Bundeslandes Niederösterreich. Ein interdisziplinäres, wissenschaftliches Team der Fachbereiche Archäologie, Architektur, Geschichte und Kunstgeschichte verfasst qualitativ hochwertige Texte zur Besitz- und Baugeschichte von über 2600 Sitzen. Informationen zum aktuellen Forschungsstand werden mit Daten zur touristischen Infrastruktur ergänzt. Der amtliche Atlas des Landes NÖ verknüpft Abfragen zum Thema „Burgen und Schlösser“ mittels Klick auf die Schaltfläche „Details...“ mit den Objektbeschreibungen von NÖ-Burgen online.

## Inhalt
Als „Sitz“ werden in NÖ-Burgen online alle historisch, baulich und/oder archäologisch fassbaren Objekte verstanden, die entweder aufgrund der historischen Daten als zumindest zeitweiliges Zentrum einer adeligen Grundherrschaft dienten oder über ihre bauliche Beschaffenheit bzw. erhaltene archäologischer Strukturen als Wohn- und Wehrbau angesprochen werden können. Dazu werden auch ehemalige Sitze gerechnet, die bis dato nicht lokalisiert werden konnten. Zu diesen Objekten ist in Zukunft das größte Forschungspotenzial zu erwarten. 
Nicht berücksichtigt werden hier reine Wehrbauten, wie Stadtmauern oder Schanzen, sofern sie nicht in struktureller Verbindung mit dem Sitz stehen. 

## Projektverlauf
Das Projekt NÖ-Burgen online wurde 1999 unter Leitung von Falko Daim und Thomas Kühtreiber gestartet. Bis 2014 wurden detaillierte Datensätze zu den Adelssitzen und Burgen in den Regionen Weinviertel, Waldviertel und westliches Mostviertel (politische Bezirke Amstetten, Gänserndorf, Gmünd, Hollabrunn, Horn, Korneuburg, Krems, Melk, Mistelbach, Scheibbs, Tulln, Waidhofen an der Thaya, Waidhofen an der Ybbs, Zwettl) bereitgestellt. Weitere Datensätze wurden aus vertraglichen Gründen erst ab 2017 online gestellt.

## Publikationen des Projektteams
- Gerhard Reichhalter, Karin und Thomas Kühtreiber: Burgen Waldviertel Wachau. Verlag Schubert & Franzke, St. Pölten 2001.
- Gerhard Reichhalter, Karin und Thomas Kühtreiber: Burgen Weinviertel. Verlag Freytag & Berndt, Wien 2005.
- Marina Kaltenegger, Thomas Kühtreiber, Gerhard Reichhalter, Patrick Schicht, Herwig Weigl: Burgen Mostviertel. Verlag Freytag & Berndt, Wien 2007.
- Falko Daim, Karin und Thomas Kühtreiber: Burgen Waldviertel – Wachau – Mährisches Thayatal. Verlag Freytag & Berndt, Wien 2009, ISBN 978-3-7079-1273-9.